# Herbier Marie-Victorin

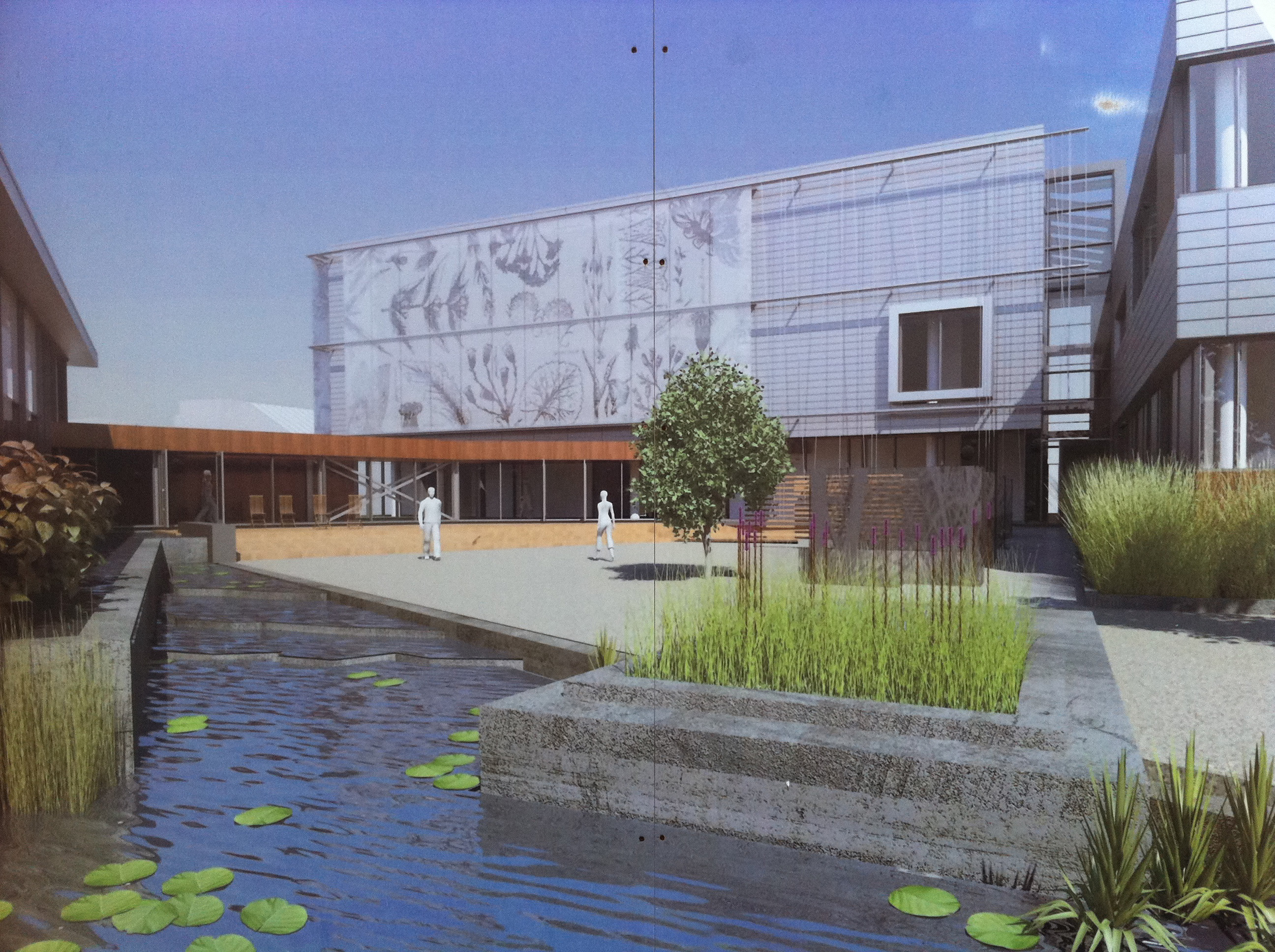
L'Herbier Marie-Victorin occupe tout le troisième étage du Centre sur la biodiversité de l'Université de Montréal (maquette).

L’Herbier Marie-Victorin est situé dans les locaux du Centre sur la biodiversité de l'Université de Montréal adjacent au complexe principal du Jardin botanique de Montréal. Développé par le frère Marie-Victorin à partir de 1920, l'herbier est une collection regroupant plus de 700 000 spécimens de plantes séchées, indigènes et exotiques, dont 90 % de la flore du Québec. Le nombre de spécimens qu'il regroupe fait en sorte qu'il est le quatrième herbier en importance au Canada. 

## Description

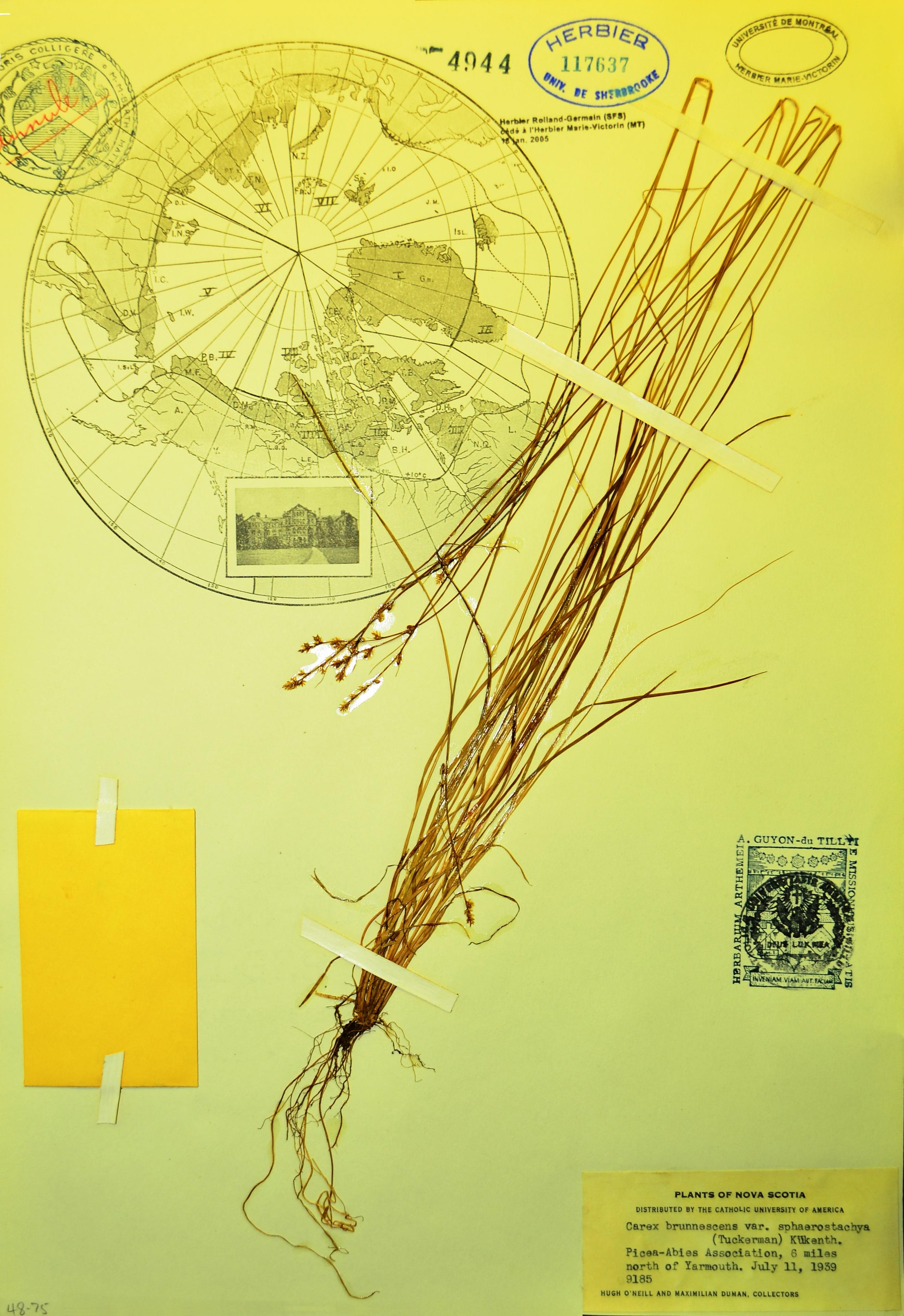
Carex brunnescens

Dès 1903 et jusqu'à son décès en 1944, le frère Marie-Victorin collecte des centaines milliers de spécimens de plantes dans plusieurs régions du Québec, du Manitoba, de Terre-Neuve et de Saint-Pierre-et-Miquelon. L'herbier regroupe également plusieurs collections européennes auxquelles se sont ajoutés d'autres spécimens du monde provenant de dons et d'échanges.
La collection de l'herbier regroupe des spécimens de plantes séchées, indigènes et exotiques. On y retrouve plus de 5 240 genres de plantes ce qui représente plus de 90 % de la flore du Québec. 
En mars 2011 est inauguré le Centre de la biodiversité de l'université de Montréal grâce à la volonté du conservateur Luc Brouillet et à la professeure Anne Bruneau. Deux millions et demi de spécimens y seront conservés, soit  la totalité de l'herbier Marie-Victorin, la collection entomologique Ouellet-Robert, la collection de l'insectarium de Montréal et le fungarium du cercle des mycologues de Montréal. Tout le troisième étage du nouveau Centre de la biodiversité de l'université de Montréal est occupé uniquement par l'herbier Marie-Victorin.
Lors de l'ouverture du Centre sur la biodiversité de Montréal en mars 2011, le recensement du nombre de plantes présentes dans l'herbier est de 634 640 spécimens, ce qui en fait le quatrième herbier en importance au Canada,.
L'Herbier Marie-Victorin est destiné à la recherche scientifique fondamentale comme la botanique et l'ethnobotanique, mais il est également utilisé à titre de référence, de vulgarisation scientifique et à des fins d'enseignement universitaire.

## Historique

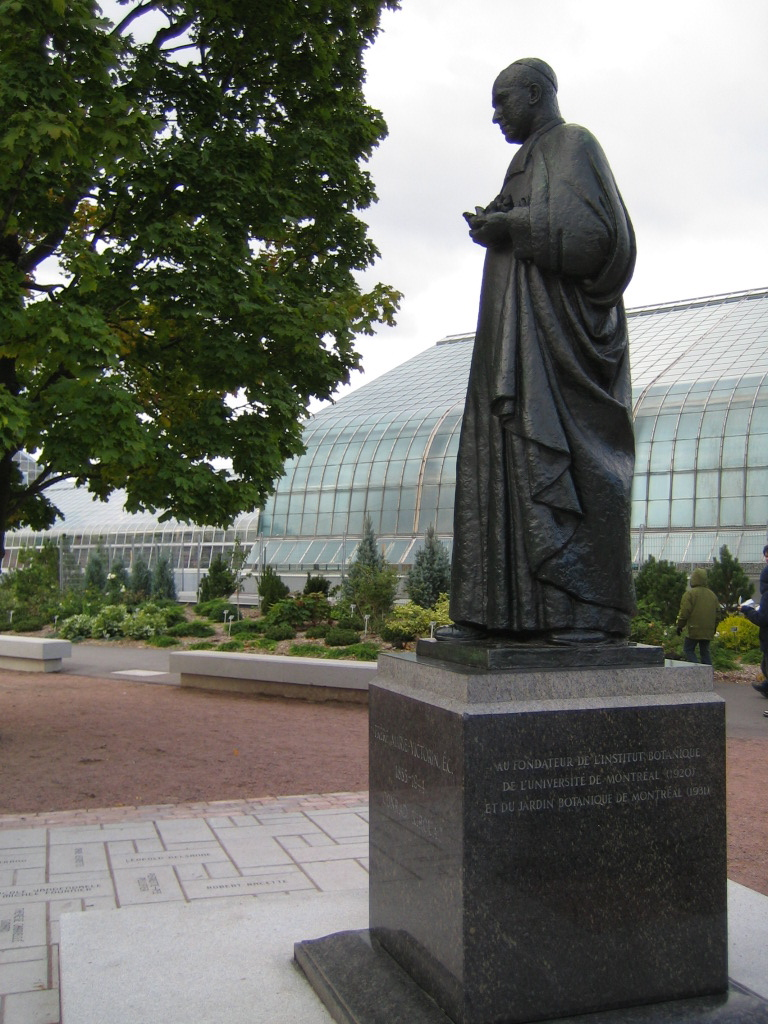
Statue du frère Marie-Victorin au Jardin botanique de Montréal.

- 1920 : Création du Laboratoire de Botanique de l’université de Montréal. Le frère Marie-Victorin fait le don de sa collection personnelle.
- 1939 : Déménagement de l'herbier au Jardin botanique de Montréal créé en 1931.
- 1944 : Décès du frère Marie-Victorin et il lègue son herbier personnel. L’Herbier est officiellement nommé Herbier Marie-Victorin.
- 1951 : Le Jardin Botanique de Montréal crée un herbier distinct pour conserver des collections privées, universitaires, muséales et autres instances gouvernementales.
- 2006 : Création du Centre sur la biodiversité de l’Université de Montréal sur le campus du Jardin botanique; l’Herbier Marie-Victorin, la collection entomologique Ouellet-Robert, la collection de l’Insectarium et le fungarium du Cercle des Mycologues de Montréal y seront logés. La même année, le Centre sur la biodiversité fonde Canadensys[7], un projet canadien voué à rendre les collections biologiques accessible à tous.
- 2010 : Publication de VASCAN[8], une base de données des plantes Vasculaires du Canada.